# Premi e candidature per Una mamma per amica
Questa voce contiene un elenco dei riconoscimenti ottenuti dalla serie televisiva Una mamma per amica.

## Riconoscimenti

### Emmy Awards
- 2004 – Premio per il miglior trucco in una serie drammatica, per l'episodio La ragazza di Renoir (4x07)[1]

### Golden Globe
- 2002 – Candidatura come miglior attrice in una serie drammatica a Lauren Graham[2]

### American Film InstituteAwards (AFI Awards)
- 2002 – Premio come programma televisivo dell'anno, in quanto incluso nella lista dei dieci migliori programmi televisivi dell'anno[3]

### ALMA Awards
- 2001 – Candidatura come miglior attrice in una nuova serie televisiva a Liz Torres[4]
- 2006 – Candidatura come miglior attrice in una serie televisiva a Alexis Bledel[5]
- 2006 – Candidatura come miglior attrice non protagonista in una serie televisiva a Liz Torres[5]

### Family Television Awards
- 2001 – Premio per la miglior nuova serie[6]
- 2001 – Premio per la miglior attrice a Lauren Graham[6]
- 2002 – Premio per la miglior attrice a Alexis Bledel[7]

### Golden Reel Awards
- 2005 – Candidatura come miglior montaggio sonoro in un cortometraggio televisivo (Dialogo e ADR) a Eileen Horta, Sonya Lindsay, David Beadle e Patrick Hogan per l'episodio La brigata della vita e della morte[8]

### Make-Up Artists and Hair Stylists Guild Awards
- 2003 – Candidatura come miglior period hair styling in una serie televisiva a Patricia Vecchio, Maria Elena, Romy Fleming[9]

### People's Choice Awards
- 2005 – Candidatura come serie televisiva drammatica preferita[10]

### Satellite Awards
- 2002 – Candidatura come miglior attrice in una serie commedia o musicale a Lauren Graham[11]
- 2003 – Candidatura come miglior serie commedia o musicale[12]
- 2003 – Candidatura come miglior attrice in una serie commedia o musicale a Lauren Graham[12]
- 2003 – Candidatura come miglior attrice in una serie commedia o musicale a Alexis Bledel[12]
- 2003 – Candidatura come migliore attrice non protagonista in una serie a Kelly Bishop[12]
- 2004 – Candidatura come miglior attrice in una serie commedia o musicale a Lauren Graham[13]
- 2004 – Candidatura come migliore attrice non protagonista in una serie commedia o musicale a Kelly Bishop[13]
- 2005 (9ª edizione) – Candidatura come miglior serie commedia o musicale[14]
- 2005 – Candidatura come miglior attrice in una serie commedia o musicale a Lauren Graham[14]
- 2005 (10ª edizione) – Candidatura come miglior attrice in una serie commedia o musicale a Lauren Graham[15]

### Screen Actors Guild Awards
- 2001 – Candidatura come miglior attrice in una serie drammatica a Lauren Graham[16]
- 2002 – Candidatura come miglior attrice in una serie drammatica a Lauren Graham[17]

### TCA Awards (Television Critics Association Awards)
- 2001 – Candidatura come programma dell'anno[18]
- 2001 – Miglior nuovo programma dell'anno[18]
- 2001 – Candidatura come Outstanding Achievement in Drama[18]
- 2002 – Candidatura come Outstanding Achievement in Drama[18]
- 2002 – Candidatura come Individual Achievement in Drama a Lauren Graham[18]
- 2005 – Candidatura come Outstanding Achievement in Comedy[18]
- 2006 – Candidatura come Individual Achievement in Comedy a Lauren Graham[18]

### Teen Choice Awards
- 2001 – Candidatura come miglior serie TV drammatica[19]
- 2001 – Candidatura come TV – Choice Actress a Alexis Bledel[19]
- 2001 – Candidatura come TV – Choice Sidekick a Keiko Agena[19]
- 2002 – Candidatura come miglior serie TV drammatica[20]
- 2002 – Candidatura come TV – Choice Actress a Alexis Bledel[20]
- 2002 – Candidatura come TV – Choice Actor a Jared Padalecki[20]
- 2002 – Candidatura come TV – Choice Breakout TV Star: Male a Milo Ventimiglia[20]
- 2002 – Candidatura come TV – Choice Sidekick a Keiko Agena[20]
- 2003 – Candidatura come miglior serie TV commedia[21]
- 2003 – Candidatura come TV – Choice Sidekick a Keiko Agena[21]
- 2004 – Candidatura come miglior serie TV commedia[22]
- 2004 – Candidatura come Choice TV Actress – Comedy a Alexis Bledel[22]
- 2005 – Miglior serie TV commedia[23]
- 2005 – Miglior attrice in una serie TV commedia a Alexis Bledel[23]
- 2005 – Candidatura come miglior stella emergente maschile in una serie TV a Matt Czuchry[23]
- 2005 – Candidatura come miglior chimica in una serie TV a Alexis Bledel e Matt Czuchry[23]
- 2005 – Miglior genitore in una serie TV a Lauren Graham[23]
- 2006 – Candidatura come miglior serie TV commedia[24]
- 2006 – Miglior attrice in una serie TV commedia a Alexis Bledel[24]
- 2006 – Candidatura come miglior chimica in una serie TV a Alexis Bledel e Matt Czuchry[24]
- 2006 – Miglior genitore in una serie TV a Lauren Graham[24]

### Young Artist Awards
- 2001 – Miglior serie TV drammatica per famiglie[25]
- 2001 – Miglior interpretazione in una serie drammatica televisiva – giovane attrice protagonista a Alexis Bledel[25]
- 2002 – Candidatura come miglior interpretazione in una serie drammatica televisiva – giovane attrice protagonista a Alexis Bledel[26]
- 2002 – Miglior giovane attrice non protagonista in una serie drammatica a Keiko Agena[26]
- 2002 – Candidatura come miglior interpretazione in una serie TV (commedia o drammatica) – giovane attore di età pari o inferiore a dieci anni a Kendall Schmidt[26]
- 2004 – Candidatura come miglior performance in una serie TV – giovane attrice ricorrente a Scout Taylor-Compton[27]